# Esther Ayuso
Esther Josefina Ayuso (n. 1958) es la primera mujer arquitecta de Belice; es conocida por sus diseños para mejorar hospitales como Belize Medical Associates, Cleopatra White Polyclinic, Matron Robert Polyclinic, Hoy Eye Clinic y las unidades de cuidados intensivos neonatal y pediátrica del Karl Heusner Memorial Hospital. Ha desempeñado el cargo de senadora, el de presidenta de la Comisión Nacional de la Mujer y también ha sido delegada por Belice en la Comisión Interamericana de Mujeres. Por sus contribuciones a la comunidad le fue otorgada la Orden del Imperio Británico en 2015.

## Biografía
Esther Ayuso nació en Caracas, Venezuela, en noviembre de 1958; sus padres fueron Josefina Medero y Oscar Ayuso, quien era ciudadano beliceño. La familia regresó a Belice poco después de su nacimiento y Ayuso asistió a la St. Catherine Academy en la ciudad de Belice y completó sus estudios universitarios en la Universidad Central de Venezuela, donde se graduó de arquitectura. Volvió a Belice en la década de 1980, pero no pudo encontrar trabajo y retornó a Venezuela en 1983; se casó con un compañero arquitecto y se quedó trabajando allí hasta el primer intento de golpe de Estado de 1992. Nuevamente en Belice, trabajó en Professional Engineering Services hasta 1995, cuando abrió junto con su marido su propia empresa de arquitectura. Además de construir casas habitación, Ayuso es conocida por su trabajo en proyectos públicos, como la ampliación del Belize Medical Associates, la remodelación de Cleopatra White Polyclinic y Matron Robert Polyclinic, y sus trabajos en Hoy Eye Clinic y varias sucursales del Atlantic Bank. Las oficinas de su empresa fueron arrasadas durante el huracán Keith del 2000 y a partir de entonces cambió el giro del negocio a consultoría de construcción.
En 2006, Ayuso fue nombrada senadora por el primer ministro Dean Barrow. En 2008, después de solo dos años, dejó el puesto para hacerse cargo de la recién creada Comisión Nacional de la Mujer. Ese mismo año también fue nombrada delegada por Belice en la Comisión Interamericana de Mujeres, cargo que todavía desempeña. Bajo su dirección, la Comisión Nacional de la Mujer realizó un estudio para actualizar la política nacional de género, llevó a cabo varios simposios sobre el desarrollo de un programa de estudios de género en Belice y realizó el proyecto Women in Politics para educar a las mujeres en política y como desempeñarse en un puesto de elección popular.
Ayuso formó parte de los miembros fundadores del departamento de construcción de la ciudad de Belice que se organizó en 2009 y fue creado para garantizar el cumplimiento del código de construcción y ayudar al consejo de la ciudad a establecer normas de seguridad. En 2011, se inauguró la construcción de la unidad de cuidados intensivos pediátricos del Karl Heusner Memorial Hospital, que fue diseñada por ella. Se prevé que las unidades de cuidados intensivos neonatal y pediátrica serán completamente operativas en diciembre de 2015.
En 2015, Ayuso fue galardonada con la Orden del Imperio Británico por sus contribuciones a la comunidad y su dedicación a la promoción de los derechos de la mujer.